# Flamenc de plàstic
Els flamencs de plàstic roses són un element decoratiu molt popular als Estats Units, juntament amb els nans de jardí.

## Història

### Union Products
El flamenc de plàstic rosa va ser dissenyat l'any 1957 per Donald Featherstone quan treballava a Union Products, i ha esdavingut una icona de la cultura popular, fent-lo obtenir el Premi Ig Nobel l'any 1996. Arran de l'estrena de la pel·lícula de John Waters de 1972 Pink Flamingos, els flamencs de plàstic s'han convertit en el prototip del kitsch de jardí.
Molts productes d'imitació han trobat el seu lloc en els patis del davant i en els aparadors de les botigues des de llavors; els flamencs de plàstic "oficials" fabricats per l'empresa Union Products des de 1987 (el 30è aniversari del flamenc de plàstic) fins al 2001 es poden identificar fàcilment, ja que tenen la firma de Don Featherstone a la part inferior del darrere. Aquests flamencs originals es venien per parelles, amb un dempeus i l'altre amb el cap a prop del terra, "alimentant-se". Poc després que Featherstone es retirés l'any 2000, Union Products va començar a produir-ne sense la seva firma. El desembre de 2001, els Annals of Improbable Research (que atorguen el Premi Ig Nobel) van unir forces amb el Museum of Bad Art per protestar contra aquesta omissió fent un boicot. Union Products, de Leominster (Massachusetts), van aturar la producció de flamencs roses l'1 de novembre de 2006.

### HMC International LLC
Tanmateix, HMC International LLC, empresa subsidiària de Faster-Form Corporation, va comprar els drets d'autor i els motlles de plàstic dels flamencs originals de Featherstone l'any 2007. HMC va subcontractar la producció dels flamencs a Cado Manufacturing, Inc., una empresa ubicada a Fitchburg (Massachusetts) que es va especialitzar en aquest tipus de producció. L'any 2010, Cado Manufacturing va comprar els drets i tota línia de productes d'Union Products, inclòs el flamenc rosa, de HMC. Cado segueix fabricant la línia d'Union Products, i la producció de flamencs ha augmentat recentment.
L'any 2009, l'ajuntament de la ciutat de Madison (Wisconsin) va designar els flamencs de plàstic l'ocell oficial de la ciutat.
Algunes associacions de veïns van prohibir col·locar flamencs de plàstic i ornaments similars, i van amenaçar amb multes, amb l'argument que aquest tipus de decoració abaixaria els preus dels immobles de la zona.